# Reacción de Rauhut-Currier
La reacción de Rauhut-Currier, también llamada reacción viníloga de Morita-Baylis-Hillman, es una reacción orgánica que describe (en su alcance original) la dimerización o isomerización de alquenos deficientes en electrones como las enonas por acción de una organofosfina del tipo R3P. En una descripción más general, la reacción de Rauhut-Currier (RC) es cualquier acoplamiento de un alqueno activo/ enolato latente a un segundo aceptor de Michael, creando un nuevo enlace C–C entre la posición alfa de un alqueno activado y la posición beta de un segundo alqueno bajo la influencia de un catalizador nucleofílico.El mecanismo de reacción es esencialmente el de la reacción relacionada y más conocida de Baylis-Hillman (DABCO no fosfina, carbonilo no enona) pero la reacción de Rauhut-Currier en realidad es varios años anterior. En comparación con la reacción MBH, la reacción RC carece de reactividad del sustrato y regioselectividad.
La reacción original de 1963 describió la dimerización del acrilato de etilo al diéster etílico del ácido 2-metilen-glutárico con tributilfosfina en acetonitrilo:
Se descubrió que esta reacción también funcionaba con el acrilonitrilo.
Se conocen los acoplamientos cruzados RC pero adolecen de falta de selectividad. Las aminas como DABCO también pueden actuar como catalizador. La reactividad se mejora en reacciones RC intramoleculares, por ejemplo en la isomerización de dienonas para formar ciclopentenos:
Una reacción similar por síntesis asimétrica organocatalizada por una cisteína protegida y terc-butóxido de potasio produjo un ciclohexeno con un exceso enantiomérico del 95%:
En esta reacción la fosfina es reemplazada por el grupo tiol de la cisteína pero la reacción es la misma.